# 優木紗和
優木 紗和（ゆうき さわ、1984年10月16日 - ）は、愛知県出身の元タレント。エクセルヒューマンエイジェンシーに所属していた。
学生時代はバスケットボール部に所属、バスケットボール歴は8年を数える。サッカーも少しやっていたということであり、日本サッカー協会公認4級審判員の資格を持っている。
2007年1月から芸能人女子フットサルチーム「chakuchaku J.b」に所属していたが、同年12月16日の「メルシートゥフェスタ2007 X'masParty2」をもって退団、同時に芸能界からも引退。今後は作詞家を目指していくそうである。